# Артур (Небраска)

Вверху — округ Артур на карте Небраски, внизу — деревня Артур на карте округа Артур.

А́ртур (англ. Arthur) — деревня, административный центр округа Артур, штат Небраска, США.

## География
Артур расположен в географическом центре округа. Площадь деревни составляет 0,8 км², открытых водных пространств нет. Для жителей Артура работает аэропорт англ. Arthur Municipal Airport, расположенный в полутора километрах к юго-западу от границ деревни.

## История
Поселение Артур было основано в 1914 году, изначально планируясь как административный центр одноимённого округа, образованного годом ранее. Населённый пункт получил своё имя в честь округа, а тот, в свою очередь, в честь 21-го президента США Честера Алана Артура. 1 марта 1944 года, по просьбе местных предпринимателей, поселение было инкорпорировано, получив статус «деревня». По состоянию на начало XXI века в деревне работают две церкви и две школы.

## Климат
Климат в Артуре полупустынный (по Кёппену). Среднегодовая температура — 8,9°С, самый жаркий месяц — июль (средняя температура 23,1°С), самый холодный — январь (−4,6°С). Максимальная зарегистрированная температура воздуха составила 45°С, минимальная −21,7°С. В год в среднем выпадает 472,4 мм дождя, самый дождливый месяц — май (81,3 мм), самый засушливый — январь (7,6 мм). В среднем в году бывает 64 дождливых дня, больше всего в мае (9 дней), меньше всего в декабре (2 дня). Снега в год в среднем выпадает 81,8 см, самый снежный месяц — март с 18,5 см снега.

## Демография
По переписи 2000 года в Артуре проживало 145 человек, было 62 домохозяйства и 43 семьи. Расовый состав: белые — 97,93 %, азиаты — 0,69 % (1 человек), коренные американцы — 0,69 % (1 человек), негров и афроамериканцев  нет, прочие расы  — 0,69 % (1 человек), латиноамериканцы (любой расы) — 2,07 % (3 человека). Средний возраст жителя составил 41 год. На 100 женщин приходилось 79 мужчин. Средний доход семьи составил 31 458 долларов в год, на душу населения — 15 196 долларов. За чертой бедности жили 13,7 % семей и 18,4 % населения. Своими предками 40 % назвали немцев, 24 % — англичан, 16 % — ирландцев.
По оценкам 2003 года в деревне жили 130 человек.
По переписи 2010 года в Артуре проживало 117 человек, было 61 домохозяйство и 35 семей. Расовый состав: белые — 99,1 %, азиаты — 0,9 % (1 человек), коренных американцев, негров и афроамериканцев, прочих рас и латиноамериканцев нет. В 23 % домохозяйств жили дети младше 18 лет, 42,6 % домохозяйств были замужними парами, живущими вместе, 13,1 % представляли собой женщину — главу семьи без мужа, 1,6 % — мужчину — главу семьи без жены, 42,6 % не являлись семьями. Средний возраст жителя составил 52,5 лет. 20,5 % жителей были младше 18 лет, 3,4 % — в возрасте от 18 до 24 лет, 13,7 % — от 25 до 44 лет, 34,2 % — от 45 до 64 лет и 28,2 % были в возрасте 65 лет и старше. 51,3 % жителей были мужчинами и 48,7 % — женщинами.
По оценкам 2012 года в деревне жили 124 человека: 68 мужчин и 56 женщин. Доход на душу населения составил 17 607 долларов в год.

## Достопримечательности

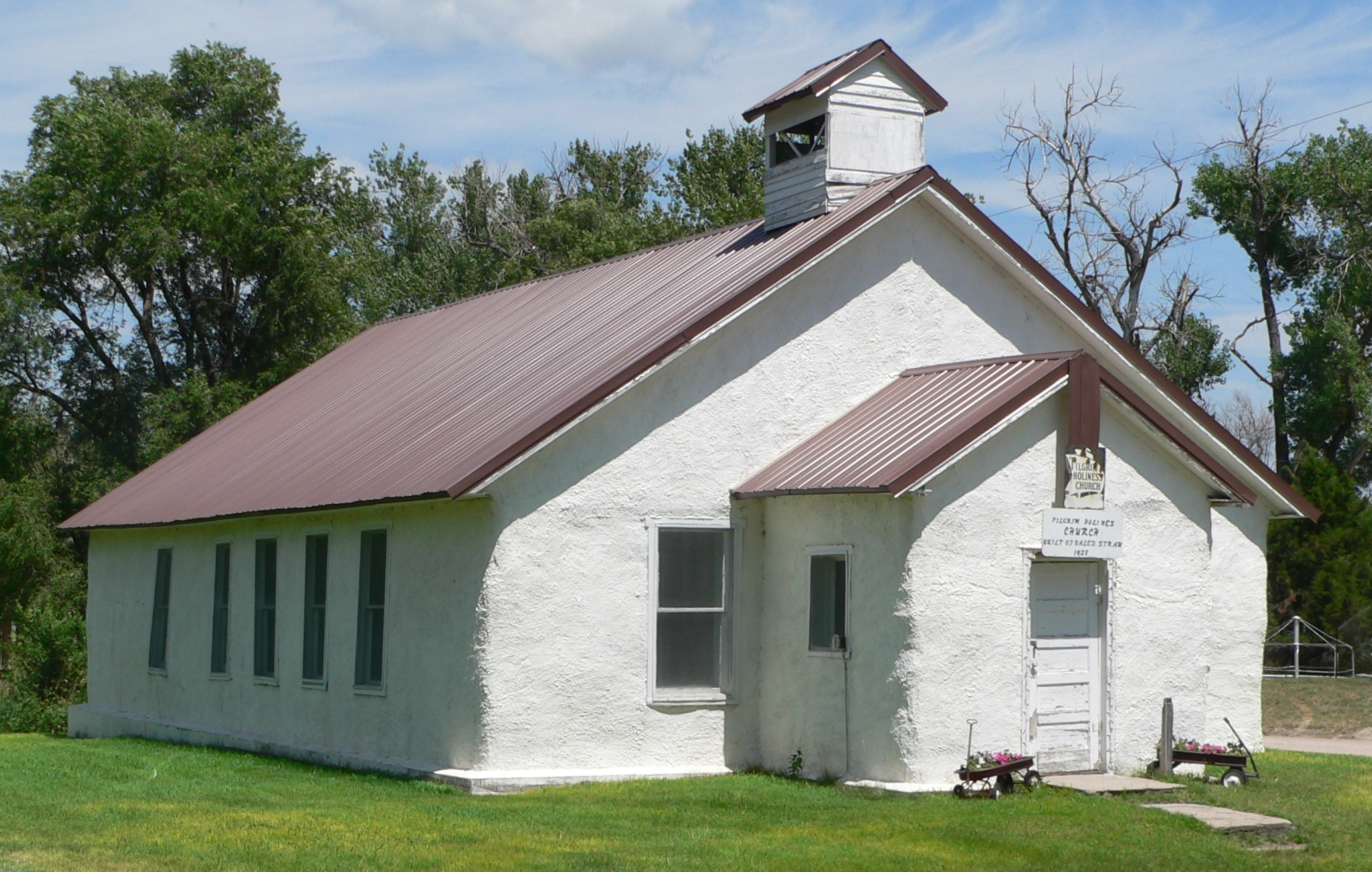
Церковь Святых Пилигримов[англ.] — построена в 1928 году, включена в Национальный реестр исторических мест (НРИМ) в 1979 году[4].
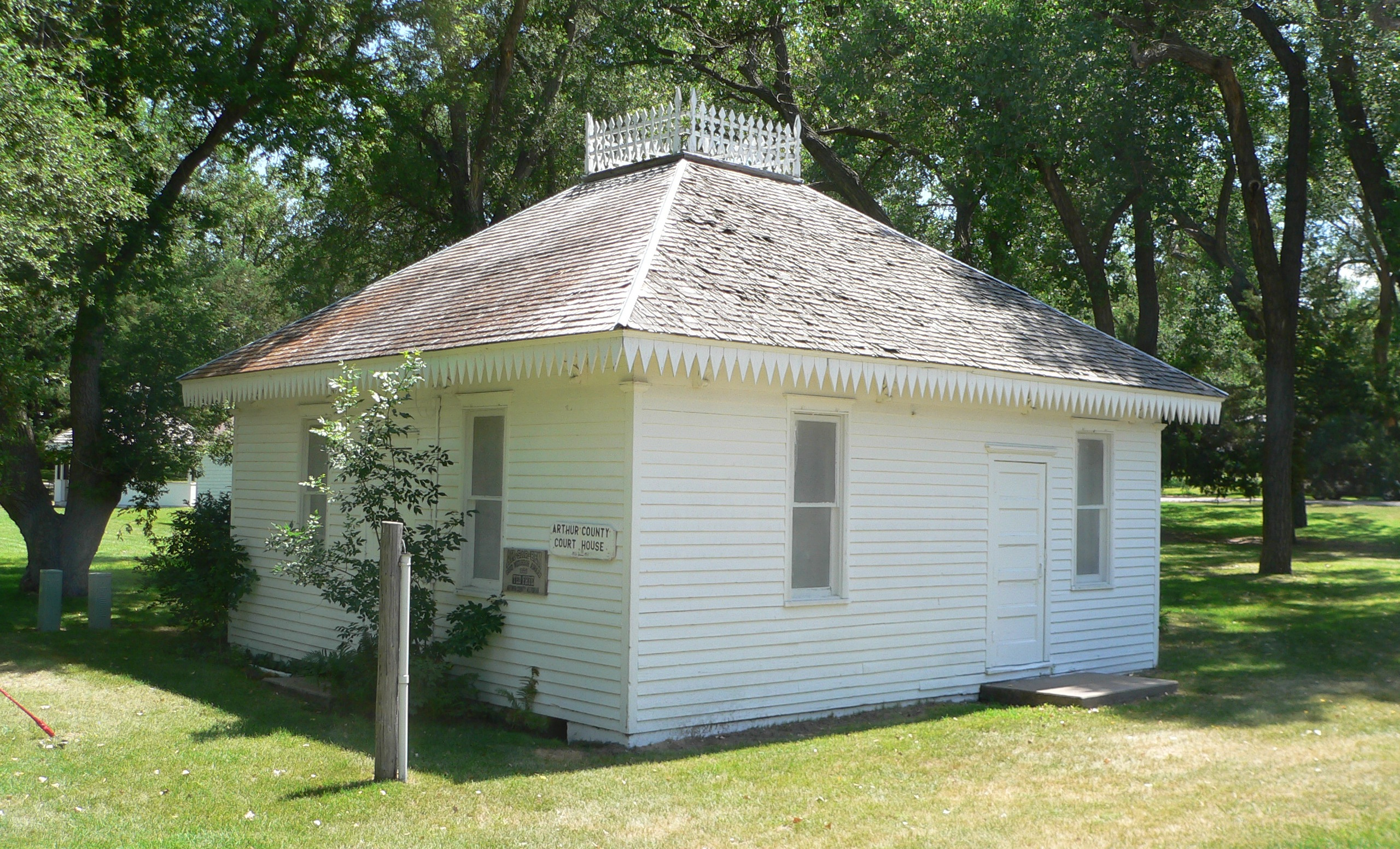
Первый окружной суд и тюрьма Артура[англ.] — построен в 1915 году, включён в НРИМ в 1990 году[5]. Самое маленькое здание суда из когда-либо построенных в США[6].